# Tana (Tanais)

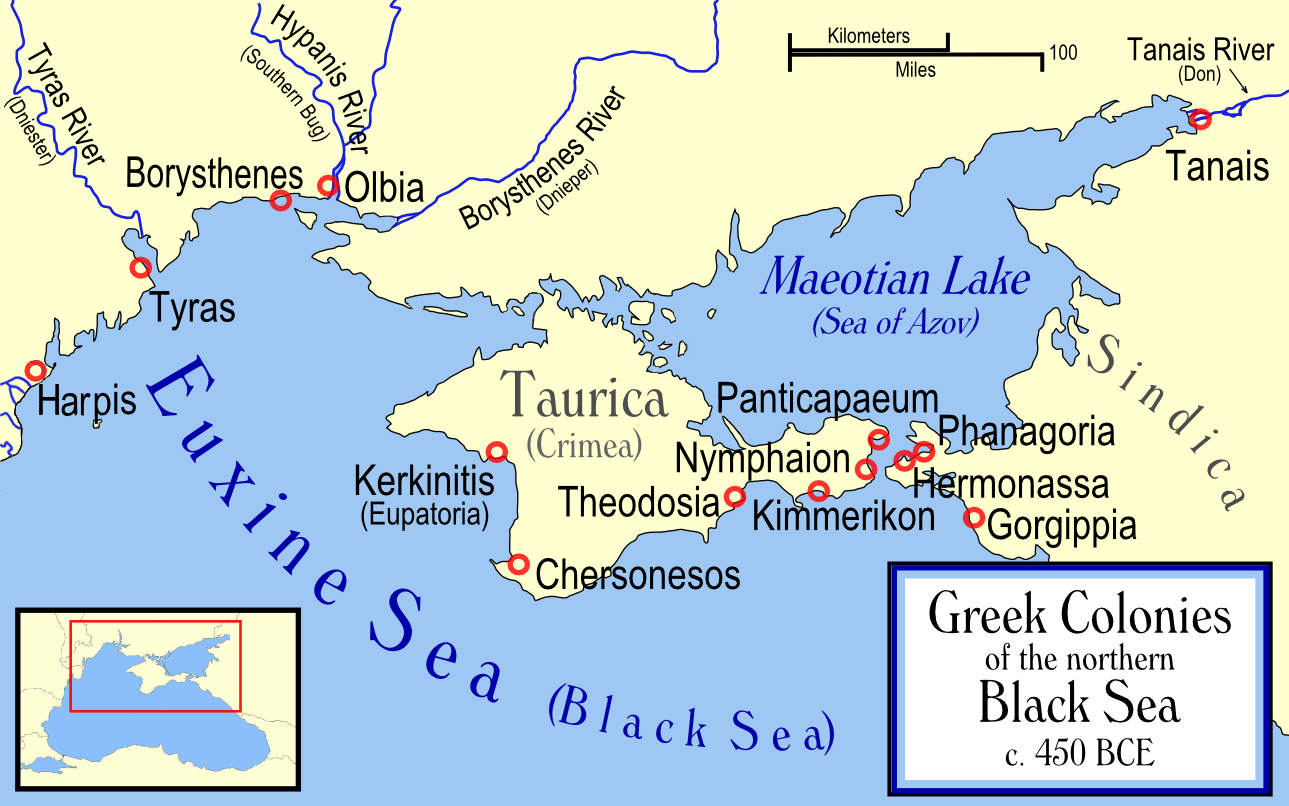
Tana şi alte colonii antice greceşti.

Tana (în greacă Τάναϊς, transliterat: Tánaïs) este o cetate antică situată la gura fluviului Don la Marea de Azov, denumită de grecii antici Μαιώτις λίμνη. Vestigiile Tanei se găsesc la 30 de kilometri de orașul actual Rostov-pe-Don, în Rusia.
Tana a fost fondată de greci în secolul al VII-lea î.Hr. și a devenit o importantă piață comercială de sclavi, în relațiile cu sciții. În 330, Tana a fost devastată de goți, iar apoi de huni.
A fost refondată de venețieni prin secolul al XIV-lea; în continuare, a trecut sub genovezi  care au transformat-o într-o mare piață comercială, în relațiile cu Hoarda de Aur, după care a decăzut.
Tana a fost cucerită de Tamerlan, în 1392, de Imperiul Otoman în 1471, de Țaratul Rus în 1696; a revenit sub puterea turcilor în 1711 și din nou la ruși în 1774.

## Numismatică
Veneția a dispus, în 1481, baterea de aspri, la Tana, imitând monedele otomane. 

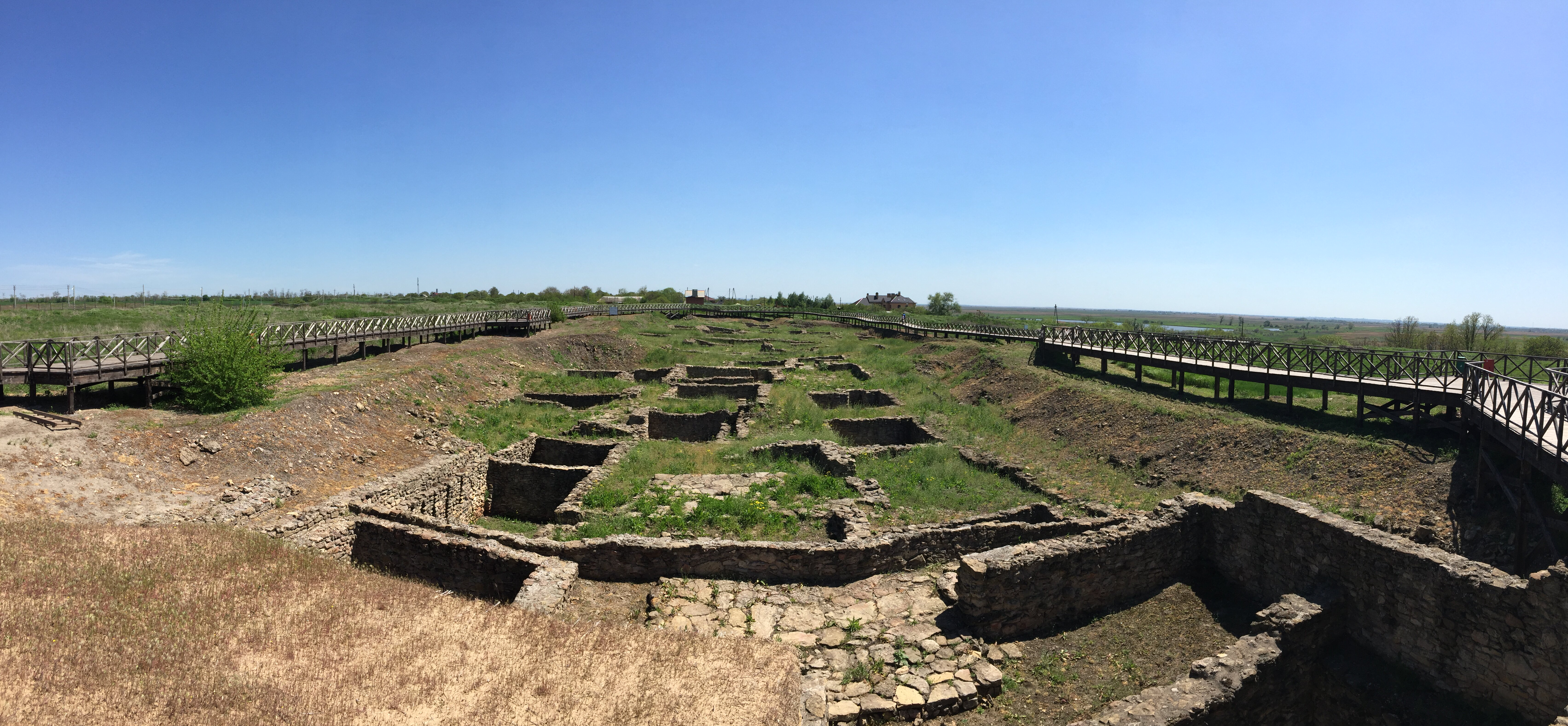
2017